# Estación Pichincha (Buenos Aires)
Pichincha es una estación ferroviaria ubicada en la localidad del mismo nombre, partido de Partido de General Villegas, Provincia de Buenos Aires, Argentina.

## Servicios
pertenece al Ferrocarril General San Martín de la red ferroviaria argentina, en el ramal que une las estaciones de Hipólito Bouchard y Alberdi.

## Historia
En el año 1908 fue inaugurada la Estación, por parte del Ferrocarril Buenos Aires al Pacífico.